# Thuiaria trilateralis
Thuiaria trilateralis är en nässeldjursart som beskrevs av John Fraser 1936. Thuiaria trilateralis ingår i släktet Thuiaria och familjen Sertulariidae. Inga underarter finns listade i Catalogue of Life.